# Coppa del Presidente degli Emirati Arabi Uniti 1983-1984
La Coppa del Presidente degli Emirati Arabi Uniti 1983-1984 è stata la ottava edizione della competizione a cui hanno preso parte 21 squadre da tutti gli Emirati Arabi Uniti.

## Finale
| Dubai 15 giugno 1983, ore 19:35                       | Ajman     | 1 – 0 | Al-Nasr | Dubai Stadium (2.048 spett.) |
| \| \| \| \| \| Said Al Nassiri 69’ \| Marcatori \| \| |           |       |         |                              |
|                                                       |           |       |         |                              |
| Said Al Nassiri 69’                                   | Marcatori |       |         |                              |